# Ramon Sealy
Ramon Sealy (22 de abril de 1991) é um futebolista das Ilhas Cayman que atua como goleiro, pelo Bodden Town FC e pelas Ilhas Cayman, sendo atualmente o capitão e um dos principais nomes da seleção caribenha.

## Títulos
- CIFA Premier League (3): 2012/2013, 2013/2014 e 2016/2017[1]